# Епископ далматински Данило
Данило (световно Душан Пантелић; Кузмин код Сремске Митровице, 20. јул/2. август 1865 — Шибеник, 20. децембар/2. јануар 1927) је био епископ Српске православне цркве.

## Световни живот
Епископ Данило (световно Душан Пантелић) рођен је 2. августа 1865. у селу Кузмину код Сремске Митровице од родитеља Илије, учитеља, и Драгиње рођене Поповић. После завршене основне школе свршио је Српску православну велику гимназију у Сремским Карловцима, а затим се уписао на правни факултет у Загребу. Када је завршио овај факултет, уписао се у Стару карловачку богословију и завршио је 1897. године. Као свршени богослов постављен је за конзисторијалног бележника и референта Архидијецезе сремско-карловачке.

## Монашки живот
Исте годне (1897) примио је монашки чин и рукоположен је у чин ђакона. О Божићу 1897. постао је протођакон, а 1898. архиђакон. У чин презвитера-синђела рукоположен је 1901. Протосинђелом је постао 1903, а архимандритом манастира Гргетега 1905. На овом положају га је затекао избор за епископа далматинско-истарског.
За епископа га је хиротонисао 25. децембра 1920. у београдској Саборној цркви патријарх српски Димитрије, митрополит скопски Варнава и епископ бококоторски Кирило.
Умро је 2. јануара 1927. у Шибенику и сахрањен је у шибенском храму Светога Спаса.